# Evi Van Acker
Evi Van Acker (Gante, 23 de setembro de 1985) é uma velejadora belga.

## Carreira
É medalhista olímpica nos jogos de Londres 2012, com a medalha de bronze na classe laser radial. Em mundiais tem uma prata e bronze em sua classe.